# Китайская кустарниковая куропатка
Китайская кустарниковая куропатка (лат. Arborophila gingica) — вид птиц из семейства фазановых. Выделяют два подвида. Эндемик Китая.

## Таксономия
Эта птица была описана Иоганном Фридрихом Гмелином в его переработанном и расширенном издании Карла Линнея «Система природы» в 1789 году. Эта птица раньше относилась к роду Глухари.

## Описание
Китайская кустарниковая куропатка достигает длины 25—30 см. У взрослых особей номинативного подвида белый лоб и длинная белая бровь. Верх головы красновато-коричневый с чёрными пятнами. Кроющие перья уха, бока шеи и горло оранжево-рыжие с чёрными пятнами по бокам шеи. В верхней части горла проходит каштановая полоса, остальная часть горла чёрного цвета, ограниченная снизу узкой белой полосой, за которой следует чёрная горжетка. Остальная часть низа тела тёмно-серая (середина брюха беловатая), боковые перья на боках тела с каштановой бахромой; подхвостье с чёрными и белыми полосами. Верхняя часть тела оливково-коричневая с тонкими полосами и чёрными пятнами на надхвостье и верхних кроющих перьях хвоста, перья на лопатках с широкой каштановой бахромой и чёрными кончиками. Маховые перья сероватые или охристо-коричневые, третьестепенные маховые чёрные и кроющие перья крыла с рыжей каймой. Клюв чёрный, радужная оболочка коричневая, окологлазное кольцо красное, ноги и ступни  красные.

## Ареал
Птица обитает в лесах юго-восточного Китая.